# Portia Woodman
Portia Woodman, coniugata Wickliffe (Kawakawa, 12 luglio 1991), è una rugbista a 15 neozelandese anche nota come campionessa mondiale sia nel XV alla Coppa del Mondo 2017 che nel VII a quella del 2013, nonché due volte campionessa olimpica nel 2020 e 2024.

## Biografia
Di origine mista europea-maori (appartiene alla iwi Ngāpuhi) nonché figlia e nipote di due All Blacks (rispettivamente Kawhena e Fred Woodman), Portia Woodman è nata a Kawakawa nel Northland ma crebbe fin dall’età di 6 anni ad Auckland dove suo padre si era trasferito una volta conseguita l’abilitazione all'insegnamento.
Sostanzialmente dedita solo al netball, prima dei 21 anni Woodman vantava un’esperienza irrilevante nel rugby: a 17 anni disputò un quarto d’ora di gioco a livello scolastico durante il quale marcò due mete, e tale fu tutta la sua frequentazione con la palla ovale per i successivi 4 anni.
Nel netball giunse fino alle giovanili neozelandesi per poi passare, nel 2012, al rugby a 7, venendo subito chiamata nella nazionale di categoria con la quale vinse, nel giugno 2013, la Coppa del Mondo Seven che si tenne a Mosca (Russia) e alla cui conquista partecipò con due mete nella gara di finale contro il Canada.
Quando fu convocata per la nazionale seniores a XV, di conseguenza, Woodman non vantava neppure un minuto di gioco ufficiale in tale codice.
Esordì quindi nelle Black Ferns — e nel gioco a quindici in assoluto — il 13 luglio 2013, un giorno dopo il suo ventiduesimo compleanno, all’Eden Park di Auckland contro l’Inghilterra.
Nel 2016 fu convocata nella squadra neozelandese qualificatasi al torneo olimpico di Rio de Janeiro; nella gara di finale contro l’Australia Woodman fu espulsa per 2 minuti a causa di un in avanti giudicato volontario dall’arbitro.
Woodman attribuì tale violazione regolamentare alla sua formazione nel netball, in quanto ebbe l’istinto di intercettare una palla lanciata al piede da un’australiana che si tradusse in un tocco in avanti, letto dall’arbitro come tentativo deliberato di fermare l’azione avversaria; nel periodo di superiorità numerica le australiane realizzarono due mete e portarono il distacco a 12 punti che permise loro di vincere la partita e aggiudicarsi la medaglia d’oro.
Alla fine della stagione fu candidata quale miglior giocatrice a sette dell’anno, ma fu battuta dall’olimpionica australiana Charlotte Caslick.
Alla Coppa del Mondo di rugby femminile 2017 in Irlanda Woodman si mise in luce per le 8 mete realizzate in un solo incontro nella fase a gironi, nel corso della vittoria per 121-0 su Hong Kong; anche se non marcò punti nella finale che le Black Ferns vinsero 41-32 contro l’Inghilterra, le sue 13 mete totali marcate in corso di torneo le valsero sia il primato in tale classifica che in quello di punti di tale edizione della Coppa del Mondo, 65.
Al termine della stagione fu eletta miglior giocatrice World Rugby dell’anno.
Ad aprile 2018 Woodman fece parte della selezione neozelandese a 7 che si aggiudicò a Gold Coast (Australia) il primo torneo femminile della storia dei Giochi del Commonwealth, battendo in finale proprio l’Australia che aveva vinto la gara per l’oro olimpico due anni prima.
Nel 2020 avrebbe dovuto prendere parte al torneo olimpico di rugby a VII di Tokyo, ma la pandemia di COVID-19 provocò lo slittamento di un anno di moltissime manifestazioni sportive, tra cui l'appuntamento a cinque cerchi: fu comunque presente nella squadra che, nel 2021, si aggiudicò l'oro olimpico battendo la Francia in finale.
Anche la Coppa del Mondo di rugby femminile 2021, che la Nuova Zelanda ospitava, fu slittata di un anno e disputata a ottobre 2022; il C.T. delle Black Ferns incluse Woodman nella squadra che vinse il suo sesto titolo battendo l'Inghilterra in finale ad Auckland.
Del 2024 è, infine, il suo secondo titolo olimpico, vinto a Parigi battendo il Canada nella finale per l'oro allo Stade de France.
Il torneo vinto a Parigi è anche l'ultima occasione in cui Portia Woodman vestì la maglia nera, in quanto in precedenza aveva annunciato il proprio ritiro dall'attività internazionale dopo le olimpiadi francesi; di fatto i suoi ultimi due anni di carriera internazionale avevano riguardato solo la nazionale a sette, coincidendo il suo ultimo incontro a XV con la citata finale della Coppa del Mondo vinta ad Auckland a novembre 2022.

### Vita privata
Portia Woodman è dichiaratamente lesbica ed è coniugata con la sua collega e compagna di squadra Renee Wickliffe.
La coppia, legata sentimentalmente dal 2013, si è unita in matrimonio a fine dicembre 2022.
Da dopo il matrimonio, la giocatrice è nota anche come Portia Woodman-Wickliffe.

## Palmarès

### Rugby a 15
- Coppe del mondo: 2
Nuova Zelanda: 2017, 2021

### Rugby a 7
- Coppe del mondo a VII: 1
Nuova Zelanda: 2013
- Oro olimpico: 2
Nuova Zelanda: 2020, 2024